# Frieda Jung
Frieda Jung (bürgerlich: Anna Friederike Jung, geschiedene Brauer, * 4. Juni 1865 in Kiaulkehmen, Königreich Preußen; † 14. Dezember 1929 in Insterburg) war eine ostpreußische Schriftstellerin, Heimatdichterin und Erzählerin in Niederpreußisch.

## Leben
Frieda Jung wurde als fünftes und jüngstes Kind des Lehrers August Jung (1826–1882) und seiner Frau Wilhelmine (1823–1896), geborene Voulliéme, in Kiaulkehmen, Landkreis Gumbinnen geboren. Dort besuchte sie die achtklassige Volksschule. 1880 wurde sie in der Kirche des Nachbarortes Nemmersdorf konfirmiert. Ihr Vater starb 1882. Die Mutter zog mit den Kindern daraufhin nach Gumbinnen. Bald darauf starb die Ehefrau von Frieda Jungs ältestem Bruder in Königsberg; Frieda Jung zog für einige Jahre dorthin, um den Haushalt zu führen und für die zwei Kinder zu sorgen.
Im Alter von neunzehn Jahren heiratete sie den Gumbinner Volksschullehrer Brauer, die Ehe hatte etwa ein Jahr Bestand. Die aus der Ehe hervorgegangene Tochter starb 1885 bald nach ihrer Geburt. (Sie wurde mit einigen liebevollen Gedichten bedacht.) Durch Krankheit und seelisches Leid auch körperlich schwach, fiel es Frieda Jung schwer, eine Anstellung zu finden. Nach Besuch des Kindergärtnerinnenseminars in Lyck arbeitete sie in einem Kindergarten in Lyck und als Erzieherin sowie ab 1896 als Gesellschafterin in verschiedenen Häusern.
Ihre ersten Gedichte erschienen im Jahre 1900. Jung entschloss sich zur Tätigkeit als freie Schriftstellerin. 1902 zog sie nach Buddern, wo ihre Schwester Martha lebte. Im folgenden Jahrzehnt wurde sie durch Lesungen und Gedichtbände in Ostpreußen bekannt und es ging ihr finanziell so gut, dass sie im Sommer 1912 ein eigenes Haus in Buddern beziehen konnte. 1914 musste sie das Dorf wegen der im herannahenden russischen Armee kurzzeitig verlassen. Sie kam in dieser Zeit bei einer Freundin in Osnabrück unter. 1916 verkaufte sie ihr Haus in Buddern und zog nach Insterburg. In den 1920er Jahren ging es Jung finanziell aufgrund von Krankheiten wieder schlechter. Der Goethe-Bund sammelte für sie. 1925 wurde ihr die Ehrenbürgerschaft der Stadt Insterburg verliehen.
Jung starb am 14. Dezember 1929 im Insterburger Krankenhaus nach einer geglückten Stimmbandoperation und schweren Grippe an Herzversagen. Sie wurde auf dem Neuen Friedhof an der Kamswyker Allee in Insterburg beigesetzt. Ihr zu Ehren wurde ihr Geburtsort Kiaulkehmen am 22. Januar 1935 in „Jungort“ umbenannt.

## Werke
Jungs Gedichte sind gefühlsbetont und häufig volksliedhaft. Sie hat auch in ostpreußischem Plattdeutsch geschrieben. Neben Gedichten schrieb sie unter dem Titel In der Morgensonne ihre Kindheitserinnerungen nieder. Mit Lesungen aus diesem Buch in über 60 Städten brachte sie in der Zeit des Ersten Weltkriegs Ostpreußen und seine Bewohner vielen Zuhörern nahe. Eine Reihe von Novellen und Märchen erschienen in Zeitschriften.
Die Kasseler Komponistin Luise Greger vertonte die Gedichte Braucht die Rose (op. 120/15), Dein (op. 122), Ihr Gärtchen (op. 124) und O, geh nicht vorüber (op. 123). Seit ihrem Umzug nach Buddern im Jahr 1912 wurden viele ihrer Gedichte von bekannten, zeitgenössischen Komponisten, u. a. von Herbert Brust, vertont.
- Gedichte, Gräfe und Unzer Verlag, Königsberg 1900.
- Mairegen – Gottessegen (Lyrik und Prosa), E. Sterzel's Buchhandlung, Gebr. Reimer, Gumbinnen 1904.
- Freud und Leid (Lyrik und Prosa), E. Sterzel's Buchhandlung, Gebr. Reimer, Gumbinnen 1905.
- Festgedichte und Freundesgrüße, E. Sterzel's Buchhandlung, Gebr. Reimer, Gumbinnen 1906.
- Neue Gedichte, Gräfe und Unzer Verlag, Königsberg 1908.
- In der Morgensonne (Kindheitserinnerungen), Burckhardthaus Verlag, Berlin-Dahlem 1910.
- Halt aus, mein Heimatland (Prosa), 1915.
- Da oben in Ostpreußen (Lyrik und Prosa), 1916.
- Aus Ostpreußens Leidenstagen (Lyrik), 1916.
- Tante, Seidel, Taschenbuch 1924, Burckhardthaus-Verlag, Berlin-Dahlem.
- Erlebnisse (autobiographische Texte), Burckhardthaus Verlag, Berlin-Dahlem 1924.
- Ausgewählte Gedichte, Gräfe und Unzer Verlag, Königsberg 1925.
- Gestern und Heute (Lyrik und Prosa), Königsberger Allgemeine Zeitung und Verlagsdruckerei, Königsberg 1928.
- Auch ich hab mit dem Schmerz zu Tisch gesessen (ausgewählte Lyrik), Gräfe und Unzer Verlag, München 1956.
- Herr, gib uns helle Augen, Verlag Gerhard Rautenberg, Leer 1981.
- Nur Du und Ich (ausgewählte Lyrik in Deutsch und Russisch von Sem Sinkin), Verlag „Born“, Kaliningrad 2006.[1]
- Abendstille: 50 zeitlose Gedichte (Klassiker-Programm: Dichter), Martin Werhand Verlag, Melsbach 2017.[2]

## Ehrungen (Auswahl)
- 1925: Verleihung der Ehrenbürgerschaft der Stadt Insterburg anlässlich des 60. Geburtstages von Frieda Jung
- 1929: „Frieda Jung-Ehrengrabstätte“ gewidmet von der Stadt Insterburg/Ostpreußen
- 1929: Benennung der Insterburger Mädchen-Mittelschule in „Frieda Jung-Schule“
- 1934: Umbenennung der Städtischen Höheren Mädchenschule in Angerburg in „Frieda Jung-Schule“
- 1935: Umbenennung ihres Geburtsortes Kiaulkehmen in „Jungort“
- 1962: Umbenennung der einklassigen Schule in Wipperfürth-Neye in „Frieda Jung-Volksschule“
- 1965: Ausstellung bei den Angerburger Tagen 1965 im Patenkreis Rotenburg (Wümme): „100. Geburtstag, 1865–1929, Bilder und Werke von Frieda Jung“
- 2009: Einweihung der „Frieda-Jung-Ehrentafel“ in russischer und deutscher Sprache an ihrem letzten Wohnhaus in Insterburg (1916–1929) heute Tschernjachowsk/Russland
- 2009  Errichtung der „Frieda-Jung-Dauerausstellung“ zum Leben und Werk Frieda Jungs als Geschenk der Insterburger Heimatgruppe Darmstadt an das  Stadtbibliothek-Museum von Tschernjakowsk/Russland (bis 1945 Insterburg/Ostpreußen) anlässlich der dortigen Feierlichkeiten zum 80. Todesjahr 2009 der auch in Russland geschätzten Dichterin.